# Sillingy

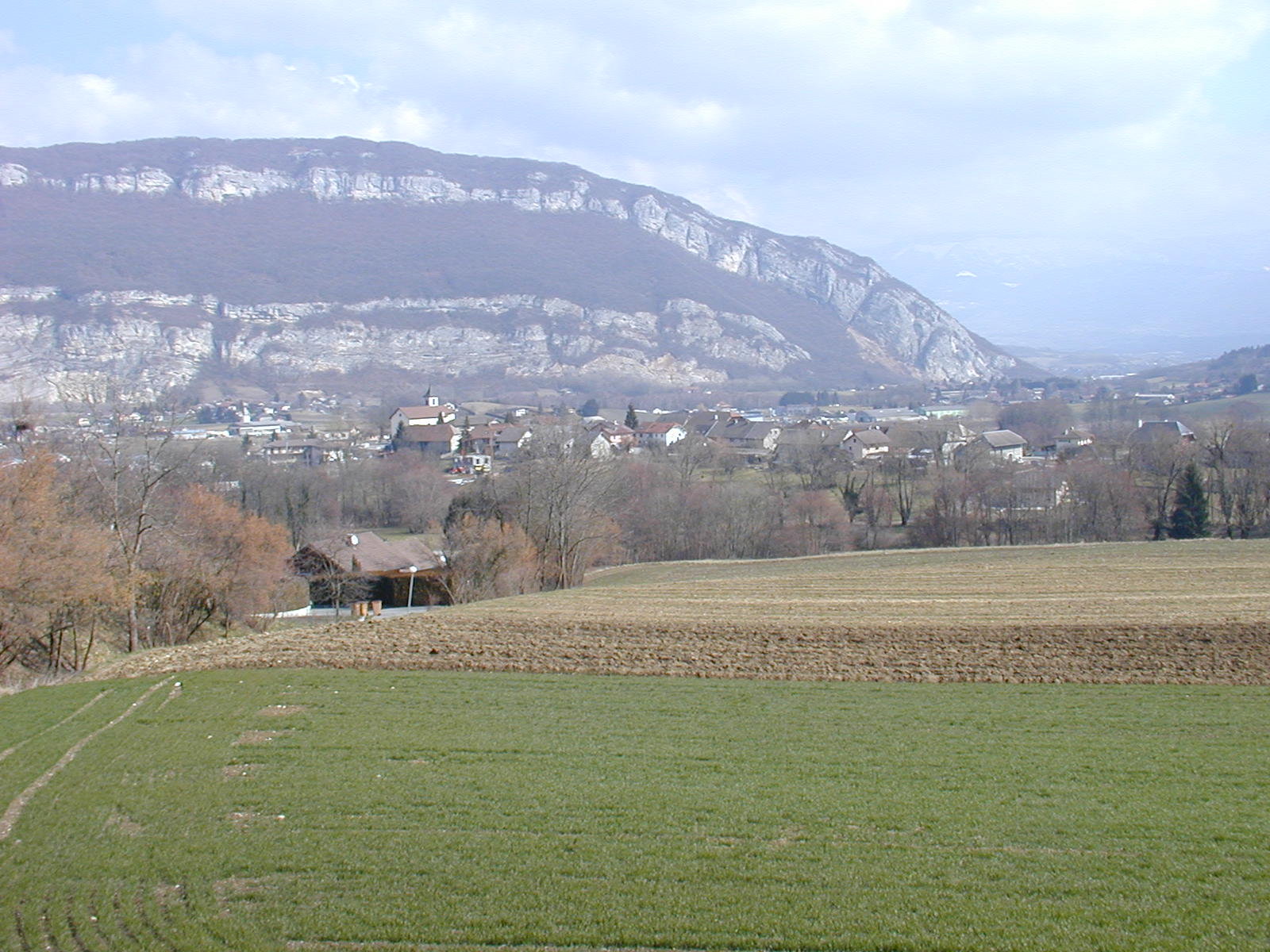
Sillingy in Haute-Savoie

Sillingy ist eine französische Gemeinde im Département Haute-Savoie in der Region Auvergne-Rhône-Alpes.

## Geographie
Sillingy liegt auf 502 m Höhe, etwa neun Kilometer nordwestlich der Stadt Annecy (Luftlinie). Das Dorf erstreckt sich leicht erhöht in einem breiten Talbecken, das nach Südosten zum Fier entwässert wird. Es liegt westlich der Montagne de Mandallaz, am Fuß der Tête (900 m) mit ihren markanten Felsformationen, im Genevois.
Die Fläche des 14,84 km² großen Gemeindegebiets umfasst einen Abschnitt des Genevois. Der zentrale Teil des Gebietes wird vom Talbecken von Sillingy eingenommen, das auf durchschnittlich 480 m liegt und früher eine vermoorte Ebene darstellte, heute jedoch weitgehend entwässert ist. Dieses Talbecken wird im Osten von der Tête (die Gemeindegrenze verläuft entlang dem Hangfuß) und im Südosten vom Waldrücken der Montagne d’Age (bis 670 m) begrenzt. Zwischen diesen beiden Bergen befindet sich eine Talenge, durch die das Becken entwässert und die Verbindung mit der Stadt Annecy hergestellt wird. Nach Westen erstreckt sich das Gemeindeareal auf das Hochplateau von Arzy und in das Hügelland, das sich zwischen den Tälern von Fier und Usses ausbreitet. Mit 753 m wird auf der bewaldeten Höhe von Sublessy die höchste Erhebung von Sillingy erreicht.
Zu Sillingy gehören neben dem eigentlichen Ortskern auch verschiedene Weilersiedlungen und Gehöfte, darunter:
- Bromines (475 m) am Nordrand des Beckens von Annecy und am Fuß der Tête
- Chaumontet (459 m) in der Talenge zwischen der Montagne d’Age und der Tête
- La Petite Balme (490 m) am Südwestfuß der Tête
- La Croix Blanche (481 m) im Talbecken von Sillingy
- Seysolaz (510 m) leicht erhöht am Nordfuß der Montagne d’Age
- Quincy (594 m) am westlichen Hang über dem Talbecken von Sillingy
- Lugy (590 m) am westlichen Hang über dem Talbecken von Sillingy
- Arzy (602 m) am Rand eines Hochplateaus über dem Talbecken von Sillingy
- La Combe (625 m) auf dem Hochplateau westlich der Talsenke
- Sublessy (650 m) auf der Höhe westlich der Talsenke

Nachbargemeinden von Sillingy sind Mésigny und La Balme-de-Sillingy im Norden, Epagny Metz-Tessy im Osten, Poisy und Nonglard im Süden sowie Vaulx, Thusy und Chilly im Westen.

## Geschichte
Das Gemeindegebiet von Sillingy war bereits im Neolithikum und während der Römerzeit besiedelt. Auf Letztere deuten Mauerfundamente und ein Münzschatz hin, der im 19. Jahrhundert entdeckt wurde. 
Sillingy wird im 11. Jahrhundert erstmals unter dem Namen Silingiacus urkundlich erwähnt, als hier ein Priorat gegründet wurde. Der Ortsname leitet sich vom Vandalenstamm der Silinger ab, der sich im 5. Jahrhundert in der Gegend von Sillingy niederließ.

## Sehenswürdigkeiten
Die Dorfkirche von Sillingy stammt aus dem 19. Jahrhundert. Die Kirche im Ort La Combe wurde im neuromanischen Stil erbaut.

## Bevölkerung
| Jahr                       | 1962 | 1968 | 1975 | 1982 | 1990 | 1999 |
| Einwohner                  | 980  | 1082 | 1343 | 1652 | 2116 | 2881 |
| Quellen: Cassini und INSEE |      |      |      |      |      |      |

Mit 5652 Einwohnern (Stand 1. Januar 2022) gehört Sillingy zu den mittelgroßen Gemeinden des Département Haute-Savoie. Im Verlauf des 19. und 20. Jahrhunderts nahm die Einwohnerzahl zunächst aufgrund starker Abwanderung kontinuierlich ab (1861 wurden in Sillingy noch 1312 Einwohner gezählt). Seit Beginn der 1970er Jahre wurde jedoch dank der schönen Wohnlage und der Nähe zu Annecy wieder eine markante Bevölkerungszunahme verzeichnet. Außerhalb des alten Ortskerns sowie im Bereich von Arzy und La Combe entstanden verschiedene Einfamilienhausquartiere.

## Wirtschaft und Infrastruktur
Sillingy war bis weit ins 20. Jahrhundert hinein ein vorwiegend durch die Landwirtschaft geprägtes Dorf. Heute gibt es verschiedene Betriebe des Klein- und Mittelgewerbes. Vor allem bei Chaumontet an der Hauptstraße hat sich in den letzten Jahren eine Gewerbezone entwickelt. Viele Erwerbstätige sind auch Wegpendler, die im Raum Annecy ihrer Arbeit nachgehen.
Die Ortschaft ist verkehrsmäßig recht gut erschlossen. Sie liegt nahe der Hauptstraße N508, die von Annecy nach Bellegarde-sur-Valserine führt. Weitere lokale Straßenverbindungen bestehen mit Nonglard, Vaulx, Thusy und Mésigny. Der nächste Anschluss an die Autobahn A41 befindet sich in einer Entfernung von rund 8 km.

## Gemeindepartnerschaften
- Reconvilier, Schweiz, seit 1993
- Paularo, Italien, seit 2000
- Sainte-Hermine, Frankreich, seit 2012